# Godeninci
Godeninci so obmejno razložno naselje v Občini Središče ob Dravi ob meji s Hrvaško, prvič omenjeno 1421 leta. Ležijo v dolini potoka Trnave pod skrajnimi jugovzhodnimi obronki Ormoških goric in na meji z republiko Hrvaško. Prebivalci se pretežno ukvarjajo z živinorejo in poljedelstvom.